# Тошкурово
Тошкурово (баш. Тушҡыр) — деревня в Балтачевском районе Башкортостана, центр Тошкуровского сельсовета.

## Географическое положение
Расстояние до:
- районного центра (Старобалтачёво): 17 км
- ближайшей ж/д станции (Куеда): 81 км

## Население
| 2002 | 2009 | 2010 |
| ---- | ---- | ---- |
| 522  | ↗530 | ↘436 |

Согласно переписи 2002 года, преобладающая национальность — татары (94%).

## Религия
В деревне есть мечеть.